# 듀얼: 나를 죽여라
"듀얼: 나를 죽여라"(영어: Dual)는 2022년 개봉한 미국의 풍자 SF 스릴러 영화이다. 라일리 스턴즈가 감독과 각본을 맡았다. 2022 선댄스 영화제에서 전 세계 최초로 공개되었다.

## 출연

### 주연
- 카렌 길런 : 사라 역
- 아론 폴 : 트렌트 역
- 비우라 코알레 : 피터 역

### 조연
- 테오 제임스 : 로버트 마이클스 역
- 크리스토페르 굼메르스 : 톰 역
- 안드레이 알렌 : 시설 기술 역